# کفیر ابو خنان
کفیر ابو خنان (به عربی: کفیر أبو خنان) یک منطقهٔ مسکونی در اردن است که در استان مادبا واقع شده‌است.